# Sirene e Naviganti
Sirene e Naviganti è il settimo album del gruppo calabrese dei QuartAumentata uscito nel 2012. 

## Tracce
1. Omini di panza (feat. Peppe Voltarelli) – 2:53
2. Carta canta – 2:50
3. Lady Canfora (feat. Ivana Spagna) – 3:08
4. Pirati – 4:03
5. Stringimi (feat. Margarida Guerreiro) – 4:14
6. Charlie – 4:09
7. L'amuri – 3:22
8. A mamma di stupiti – 3:25
9. Nessuno – 3:35
10. A tarantella è comu o bluss – 3:31
11. Sirene e naviganti – 3:13
12. A casa a riba i mari (La casa in riva al mare) – 7:51